# توماس ريكس لي
توماس ريكس لي (بالإنجليزية: Thomas Rex Lee)‏ هو قاضي ومحامي أمريكي، ولد في 1964.